# Philosophisch-theologische Hochschule
Philosophisch-theologische Hochschule (kurz: PTH) nennt man im deutschen Sprachraum eine Hochschule, die von der Katholischen Kirche oder einem religiösen Orden getragen wird und vorwiegend der Heranbildung von Theologen und pastoralen Mitarbeitern dient. Philosophisch-theologische Hochschulen sind ein Spezifikum der katholischen Regionen des deutschen Sprachraums.

## Geschichte
In Bayern erhielten 1923 die staatlichen Lyzeen offiziell die schon seit längerer Zeit verwendete Bezeichnung „Philosophische Hochschule“ bzw. „Philosophisch-theologische Hochschule“. Die Adjektive „philosophisch-theologisch“ wurden gewählt, weil das Studium der Katholischen Theologie traditionell nach dem scholastischen Gedanken zweigeteilt war. Es bestand nämlich aus dem eigentlichen Theologiestudium und einem vorgeschalteten separaten philosophischen Grundstudium.
Diese Hochschulen bildeten die Geistlichen wie zuvor die Lyzeen ohne Promotions- und Habilitationsrecht heran.
Die ab 1933 von den Nationalsozialisten durchgeführten Gleichschaltungsmaßnahmen hatten an den philosophisch-theologischen Hochschulen trotz massiver Repressionen zunächst wenig Erfolg. Beim Bekenntnis der deutschen Professoren zu Adolf Hitler im November 1933 leisteten vier Rektoren von PTH in Bayern (Dillingen, Regensburg, Passau, Eichstätt) ihre Unterschrift: Adolf Eberle, Franz Heidingsfelder, Max Heuwieser und Michael Rackl. Teilweise waren sie aber erklärte NS-Gegner. Im Wintersemester 1939/40 wurden die philosophisch-theologischen Hochschulen geschlossen.
Nach dem Krieg wurden die philosophisch-theologischen Hochschulen 1945 wiedereröffnet. Die Philosophisch-theologischen Hochschulen in Bayern sollten die teilweise zerstörten Landesuniversitäten in München, Würzburg und Erlangen entlasten.
Im Zuge der Bildungsreformen der 1970er Jahre wurden fast alle PTH in Bayern entweder geschlossen (Freising) oder zu Universitäten erhoben (Passau, Bamberg, Regensburg, Augsburg, Eichstätt).
Seit der Schließung der PTH Benediktbeuern existiert keine PTH mehr in Bayern.
In den nichtbayerischen Bistümern bestanden ebenfalls PTH, und zwar in Fulda (von 1886 bis 1978) und in Trier (von 1805 bis 1950). Zudem wurden mehrere PTH durch Orden getragen; drei ordenseigene PTH bestehen bis heute. Eine Besonderheit war die PTH in Königstein im Taunus, die 1947 durch den neu ernannten Vertriebenenbischof Maximilian Kaller (ehemals Bistum Ermland) für die Priesterausbildung in Osteuropa gegründet worden war und bis 1978 bestand.

## Aufgaben
Ursprünglich sollten die Philosophisch-Theologischen Hochschulen die Priesterseminare im Hinblick auf das Theologiestudium entlasten, so dass im Seminar dann mehr der praktisch-pastorale Aspekt im Vordergrund steht. Heute sind sie wissenschaftliche Hochschulen speziell für das Studium der Katholischen Theologie und der Religionspädagogik.

## Standorte

### Deutschland
- Augsburg – 1834 gegründet als Lyzeum, 1923 Philosophische Hochschule bei St. Stephan, 1969 Vorlesungsbetrieb eingestellt, 1971 zugunsten der neu errichteten Katholisch-Theologischen Fakultät der Universität Augsburg aufgelöst
- Bamberg – 1803 gegründet als Lyzeum, 1923 philosophisch-theologische Hochschule, 1972 Universität Bamberg
- Dillingen – 1551 gegründet als Universität, 1803 Lyzeum, 1923 Philosophisch-Theologische Hochschule Dillingen, 1971 zugunsten der neu errichteten Katholisch-Theologischen Fakultät der Universität Augsburg aufgelöst
- Eichstätt – 1564 gegründet als tridentinisches Seminar, 1774 Lyzeum, 1924 philosophisch-theologische Hochschule, 1972 Kirchliche Gesamthochschule Eichstätt, 1980 Katholische Universität Eichstätt-Ingolstadt
- Erfurt – 1952 als Teil des Priesterseminars Erfurt gegründet, 1999 umbenannt in Theologische Fakultät Erfurt, 2003 zugunsten der neu errichteten Katholisch-Theologischen Fakultät der Universität Erfurt aufgelöst
- Frankfurt am Main: Die PTH Sankt Georgen wird vom Jesuitenorden und mehreren Bistümern getragen.
- Freising – 1834 als Lyzeum aus Landshut nach Freising verlegt, 1923 Philosophisch-theologische Hochschule Freising, 1969 zugunsten der neu errichteten Katholisch-Theologischen Fakultät der Ludwig-Maximilians-Universität München aufgelöst
- Fulda: Die vom Bistum Fulda getragene Philosophisch-Theologische Hochschule Fulda wurde zur Theologischen Fakultät Fulda erhoben und entsprechend umbenannt.
- Hildesheim – 1834 als „Philosophisch-Theologische Lehranstalt“ gegründet, im Kulturkampf 1873 geschlossen
- Köln-Lindenthal: Kölner Hochschule für Katholische Theologie (KHKT), seit 1. Februar 2020 in Trägerschaft des Erzbistums Köln. Zuvor bildete die PTH St. Augustin der Steyler Missionare sowohl den SVD-Nachwuchs als auch externe Männer und Frauen aus.
- Königstein im Taunus – offizielle Gründung am 29. April 1949 als selbständige katholische Universität, Einstellung des Lehrbetriebes am 15. Februar 1978
- Münster: Die PTH Münster ist durch die Zusammenlegung der dortigen PTH der Kapuziner und der Franziskaner entstanden.
- Passau – 1803 gegründet als Lyzeum, 1923 philosophisch-theologische Hochschule, 1978 Universität Passau
- Regensburg – 1809 gegründet als Lyzeum, 1923 Philosophisch-theologische Hochschule Regensburg, 1962 Universität Regensburg
- Trier: Die dortige PTH wurde zur Theologischen Fakultät erhoben und entsprechend in Theologische Fakultät Trier umbenannt.
- Vallendar: In der Vinzenz Pallotti University bilden die Pallottiner ihren Ordensnachwuchs aus.

### Österreich
- Linz: Die von der Diözese Linz getragene PTH Linz wurde im Jahr 2000 zur Katholisch-Theologischen Privatuniversität Linz erhoben und entsprechend umbenannt.
- Mödling: Diese ursprünglich von den Steyler Missionaren getragene PTH wurde kürzlich mangels Ordensnachwuchses aufgelöst.
- St. Pölten: In der PTH St. Pölten bildete die Diözese St. Pölten bis zur Sistierung im Jahr 2022 ihren Klerus und pastorale Mitarbeiter aus.
- Stift Heiligenkreuz bei Wien: Die traditionsreiche Philosophisch-Theologische Hochschule Benedikt XVI. wird von den Zisterziensern getragen.

### Südtirol
- Brixen: In der PTH Brixen bildet die Diözese Bozen-Brixen ihre eigenen Priester und theologischen Mitarbeiter aus. Wegen der Situation in Südtirol findet das Studium zweisprachig, auf Deutsch und Italienisch statt.

### Schweiz
In der deutschsprachigen Schweiz gibt es ebenfalls Philosophisch-theologische Hochschulen, die allerdings nicht genau so bezeichnet werden:
- Chur: Theologische Hochschule Chur
- Kloster Einsiedeln: Theologische Schule der Benediktiner, die allerdings keine öffentliche katholische theologische Fakultät ist, sondern den Status eines Priesterseminars hat. Sie ist aber mit der Internationale Benediktinerhochschule in Rom, dem Pontificio Ateneo S. Anselmo, affiliiert, so dass Geistliche dort eine Diplomprüfung machen können.
- Lugano: Seit 1992 existiert dort die Theologische Fakultät Lugano (Facoltà di Teologia di Lugano) als eigenständige PTH, die sich seit einiger Zeit aber in den Räumlichkeiten der örtlichen Universität befindet.